# Classe Robert H. Smith
La classe Robert H. Smith est une classe de 12 destroyers dragueurs de mines de l'United States Navy pendant la Seconde Guerre mondiale.

## Caractéristiques
Ils sont construits au chantier naval Bath Iron Works et à Bethlehem Steel. Il s'agit à l'origine de navires de classe Allen M. Sumner mais qui ont été reconvertis en 1944. Aucun des navires de cette classe n'a mouillé des mines en temps de guerre, bien qu'ils fussent fréquemment employés pour des opérations déminage. Ils n'emportaient pas de tubes lance-torpilles et étaient utilisés de façon interchangeable avec d'autres types de destroyers.

## Liste des navires de la classe

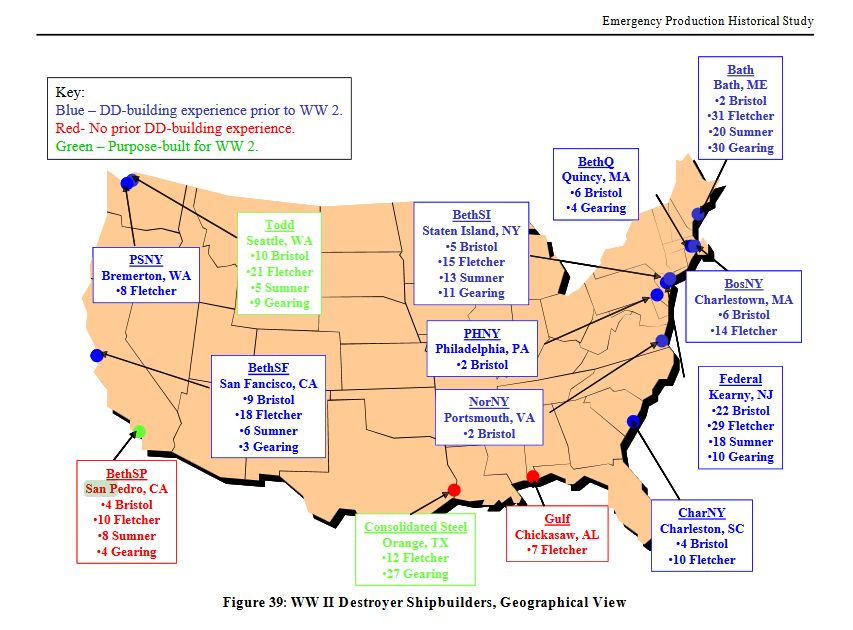
Carte des chantiers navals.

| Nom               | Numéro            | Chantier                                                       | Quille posée      | Lancement       | Mise en service   | Fin de service    | Statut                                     |
| Robert H. Smith   | DM-23 (ex-DD-735) | Bath Iron Works, Bath, Maine                                   | 10 janvier 1944   | 25 mai 1944     | 4 août 1944       | 29 janvier 1947   | Struck, 26 février 1971                    |
| Thomas E. Fraser  | DM-24 (ex-DD-736) | Bath Iron Works, Bath, Maine                                   | 31 janvier 1944   | 10 juin 1944    | 22 août 1944      | 12 septembre 1955 | Vendu pour destruction, 12 juin 1974       |
| Shannon           | DM-25 (ex-DD-737) | Bath Iron Works, Bath, Maine                                   | 14 février 1944   | 24 juin 1944    | 8 septembre 1944  | 24 octobre 1955   | Vendu pour destruction, mai 1973           |
| Harry F. Bauer    | DM-26 (ex-DD-738) | Bath Iron Works, Bath, Maine                                   | 6 mars 1944       | 9 juillet 1944  | 22 septembre 1944 | 12 mars 1956      | Vendu pour destruction, 1 juin 1974        |
| Adams             | DM-27 (ex-DD-739) | Bath Iron Works, Bath, Maine                                   | 20 mars 1944      | 23 juillet 1944 | 10 octobre 1944   | décembre 1946     | Vendu pour destruction, 16 décembre 1971   |
| Tolman            | DM-28 (ex-DD-740) | Bath Iron Works, Bath, Maine                                   | 10 April 1944     | 13 août 1944    | 27 octobre 1944   | 29 janvier 1947   | Sunk as a target 25 janvier 1997           |
| Henry A. Wiley    | DM-29 (ex-DD-749) | Bethlehem Staten Island, Staten Island, New York               | 28 November 1943  | 21 April 1944   | 31 août 1944      | 29 janvier 1947   | Vendu pour destruction, 30 mai 1972        |
| Shea              | DM-30 (ex-DD-750) | Bethlehem Staten Island, Staten Island, New York               | 23 décembre 1943  | 20 mai 1944     | 30 septembre 1944 | 9 April 1958      | Vendu pour destruction, 1er septembre 1974 |
| J. William Ditter | DM-31 (ex-DD-751) | Bethlehem Staten Island, Staten Island, New York               | 25 janvier 1944   | 4 juillet 1944  | 28 octobre 1944   | 28 septembre 1945 | Scrapped, juillet 1946                     |
| Lindsey           | DM-32 (ex-DD-771) | Bethlehem Shipbuilding, San Pedro, California, Terminal Island | 12 septembre 1943 | 5 mars 1944     | 20 août 1944      | 25 mai 1946       | Sunk as a target 1 mai 1972                |
| Gwin              | DM-33 (ex-DD-772) | Bethlehem Shipbuilding, San Pedro, California, Terminal Island | 31 octobre 1943   | 9 April 1944    | 30 septembre 1944 | 3 septembre 1946  | Transferred to Turkey 15 août 1971         |
| Gwin              | DM-33 (ex-DD-772) | Bethlehem Shipbuilding, San Pedro, California, Terminal Island | 31 octobre 1943   | 9 April 1944    | 8 juillet 1952    | 3 April 1958      | Transferred to Turkey 15 août 1971         |
| Aaron Ward        | DM-34 (ex-DD-773) | Bethlehem Shipbuilding, San Pedro, California, Terminal Island | 12 décembre 1943  | 5 mai 1944      | 28 octobre 1944   | 28 septembre 1945 | Vendu pour destruction 1946                |